# Totesee
Der Totesee (Bezeichnung auf der Landeskarte der Schweiz), häufiger Totensee, ist ein 0,27 km² grosser Stausee im Kanton Wallis am Grimselpass an der Grenze zum Kanton Bern. Der See liegt auf 2160 m ü. M. direkt an der Wasserscheide zwischen Nordsee und Mittelmeer. Er hat bei einer maximalen Tiefe von 34 m einen Inhalt von rund 2,6 Mio. m³.

## Geschichte
An der Stelle des heutigen Stausees lag ein kleinerer natürlicher See, dessen Wasser ursprünglich über die Rhone ins Mittelmeer floss.
Der Totesee bekam seinen Namen, weil vor rund 800 Jahren Soldaten des Heeres von Herzog Berchtold V. von Zähringen von den Wallisern in den See getrieben worden seien. Weiter sind vor ca. 200 Jahren Soldaten der Armeen Napoleons beim See verstorben.

### Nutzung der Wasserkraft
Das Wasser des Sees wurde ab 1942 vom Hotelier Hermann Seiler für den Betrieb des Kleinwasserkraftwerks Gletsch benutzt, dessen Strom für die Versorgung der gleichnamigen Gemeinde genutzt wurde. In den Jahren 1949 bis 1950 bauten die Kraftwerke Oberhasli (KWO) die Gewichtsstaumauer am Südostufer des Sees, welche den Abfluss des Wassers in Richtung Rhone verhinderte, sodass das Wasser des Stausees fortan über einen offenen Bach in den Grimselsee (1909 m ü. M.) geleitet werden konnte. Die Wasserrechte am See wurden 1951 von den KWO übernommen, dafür erhält Gletsch seitdem den Strom vom neuen Kraftwerk.

### Fischsterben
Im November 2006 starben durch zunächst ungeklärte Umstände alle Fische im See. Eine anschliessend eingeleitete wissenschaftliche Untersuchung ergab, dass ein Überhang an Algen dem See den Sauerstoff im Wasser raubte und somit zum Fischsterben führte. Nach Bekanntwerden der Ursache wurden durch das Walliser Fischereiinspektorat wieder je 400 Regenbogenforellen und Namaycush (Amerikanischer Seesaibling), umgangssprachlich auch als kanadische Seeforelle bezeichnet, im See ausgesetzt.